# Галущак, Фёдор Трофимович
Фёдор Трофимович Галущак (30 июня 1927 года, село Адамполь, Хмельницкая область — 5 января 1992 года, Северск, Томская область) — техник-строитель СПАО «ХимСтрой», ветеран труда. Участник, ветеран Великой Отечественной войны. Герой Социалистического Труда (1971). Заслуженный строитель РСФСР.

## Биография
Родился 30 июня 1927 года в селе Адамполь Хмельницкой области Летичевского (ныне Старосинявского) района в крестьянской бедной семье. В семье было 6 братьев, и одна сестра Мария, Федя был самым младшим. С шести лет пошёл в сельскую школу. 20 декабря 1944 года был призван в Красную армию. Воевал в составе 1-го Белорусского фронта, 337 отделения роты, 11 полка связи в воинской должности линейного надсмотрщика — связиста. Участвовал в Белорусской операции 23 июня — 29 августа 1944 года. Принимал участие в боевых действиях по удержанию и расширению плацдармов на Висле 13-27 января 1945 года, в проведении Инстербургско-Кёнигсбергской операции в феврале 1945 года. В составе 1-го Белорусского фронта, 155-й отдельной роты правительственной связи НКВД, участвовал в Висло-Одерской операции. Он принимал участие в проведении Варшавско-Познанской операции, в ходе которой были освобождены Центральная Польша, Варшава.
С октября 1947 года по июль 1948 года проходил службу в звании курсанта. С июля 1948 года по октябрь 1950 год служил в Северной группе войск в должности заместителя командира отделения. С октября 1950 года по май 1951 года проходил службу в должности командира отделения в воинской должности специалиста полевых кабельных линий. Уволен в запас 16 мая 1951 года в должности линейного надсмотрщика в звании рядового. После окончания службы Фёдор Трофимович вернулся домой на Родину[куда?].
Работал слесарем-трубопроводчиком. По комсомольской путёвке поехал в Жёлтые Воды. 10 июня 1951 года женился на Габрове Леониде (Елене) Адамовне. Как опытного трубоукладчика, Федора Трофимовича посылали в другие города, в командировки.
Вскоре он приехал жить и работать в Северск. Вступил в КПСС в марте 1961 года. В 1956 году был назначен бригадиром комплексной бригады слесарей — трубоукладчиков СМУ-5 города Томска. Работал на проведении ливневой канализации на дне реки Томи, сдаче многоэтажного дома, многочисленных подземных коммуникационных работах. Около половины подземных коммуникаций в Северске было проведено бригадой Фёдора Трофимовича Галущака. В 1972 году окончил Томский политехнический техникум.
Неоднократно избирался депутатом городского, областного Советов народных депутатов.
Умер в январе 1992 года.

## Память
- На доме № 133 по Коммунистическому проспекту Северска, где жил Галущак, установлена мемориальная доска.

## Награды и Звания
- Герой Социалистического Труда — указом Президиума Верховного Совета от 26 апреля 1971 года.
- Орден Ленина (1971)
- Орден Отечественной войны II степени
- Орден Красного Знамени
- Орден Трудового Красного Знамени
- Орден «Знак Почёта»
- Орден Красной Звезды
- Орден Славы 2-й степени
- Медаль «За трудовое отличие»
- Медаль «За победу над Германией в Великой Отечественной войне 1941—1945 гг.»
- Медаль «За взятие Кёнигсберга»
- Медаль «За освобождение Варшавы»
- Медаль «За взятие Берлина»
- Медаль «В ознаменование 100-летия со дня рождения Владимира Ильича Ленина»
- «Почётный гражданин города Томска-7» (ныне — город Северск, звание присвоено решением исполкома № 283 от 19 июля 1979 года)[1].

## Галерея
- Фёдор Трофимович с женой Еленой
- Бригада трубоукладчиков (г. Северск (Томская обл.))
- Бригадир, Галущак Ф. Т. за работой
- Фото с похорон (1992г.)
- Мемориальная доска в память о героях, установлена на жилом доме в г. Северск (Томская обл.)